# Solange Schwarz
Solange Schwarz (París, 12 de noviembre de 1910-Ramatuelle, 24 de abril de 2000) fue una bailarina francesa formada en la Escuela de Ballet de la Ópera de París. Tras obtener el rango de Prima Ballerina en la Opéra-Comique en 1932, fue la primera bailarina en obtener la distinción oficial de principal en la Ópera de París en 1940 por interpretar el papel principal en el estreno de Entre deux rondes, de Serge Lifar. A partir de 1945, actuó con los Ballets des Champs-Élysées y con las compañías creadas por el Marqués de Cuevas. Tras retirarse de los escenarios en 1957, enseñó danza durante más de 20 años en el Conservatorio de París.

## Trayectoria
Nacida en París el 12 de noviembre de 1910, Solange Schwarz era hija del bailarín y profesor de ballet Jean Schwarz y de su esposa Eugénie, de soltera Nibert. Su tía Jeanne Schwarz era una bailarina estrella del Ballet de la Ópera de París y sus hermanas Nelly, Janine y Christiane también bailaban allí. Se convirtió en alumna de la Escuela del Ballet de la Ópera.
Schwarz se incorporó al Ballet de la Ópera en 1930, pero se marchó a la Ópera Cómica en 1937, donde se convirtió inmediatamente en una estrella, actuando en El lago de los cisnes, La Rosière du village, Reflets y La Pantoufle de vair, de Marcel Delannoy. Regresó a la Ópera de París en 1937, donde en 1940 se convirtió en la primera bailarina en ser nombrada oficialmente prima ballerina tras formar pareja con Serge Lifar en Entre deux rondes. Durante su estancia en el Ballet de la Ópera, también actuó en Bacchus et Ariane (1931), Alexandre le Grand (1937), Le Chevalier et la Demoiselle (1941) y Suite en Blanc (1943) de Lifar.
Tras el final de la Segunda Guerra Mundial, junto con Lifar, abandonó la Ópera para actuar en los Ballets des Champs-Élysées, la Opéra-Comique (1949-51) y las compañías fundadas por el Marqués de Cuevas. Uno de sus papeles más exitosos fue el de Swanhilda en Coppélia, que interpretó por última vez en la Ópera de París la noche de su retirada de los escenarios en 1957. Posteriormente, enseñó danza durante más de 20 años en el Conservatorio de París.
Solange Schwarz falleció en Ramatuelle, departamento de Var, el 24 de abril de 2000.